# Aeropuerto de Hammerfest
El Aeropuerto de Hammerfest (en noruego: Hammerfest lufthavn) (IATA: HFT, OACI: ENHF) es el aeropuerto que sirve a la ciudad de Hammerfest, en la provincia de Finnmark, Noruega.

## Aerolíneas y destinos
| Aerolíneas             | Destinos                                                                                          |
| ---------------------- | ------------------------------------------------------------------------------------------------- |
| Bristow Norway         | Instalaciones marítimas                                                                           |
| CHC Helikopter Service | Instalaciones marítimas                                                                           |
| Widerøe                | Alta, Berlevåg, Båtsfjord, Hasvik, Honningsvåg, Kirkenes, Mehamn, Sørkjosen, Tromsø, Vadsø, Vardø |

## Estadísticas
Ver fuente y consulta Wikidata.